# Nitrox

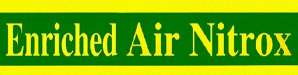
Aufkleber auf einer Flasche mit Nitrox-Gemisch

Nitrox oder Enriched Air Nitrox (EAN oder EANx) ist ein Atemgasgemisch aus Stickstoff (engl. nitrogen) und Sauerstoff (engl. oxygen) mit einem höheren Sauerstoffanteil als normale Luft (in der Regel zwischen 32 % und 40 % statt 21 %). Es wird beim Tauchen eingesetzt, um die Anreicherung von Stickstoff ins Gewebe zu verlangsamen und so die Nullzeit zu verlängern beziehungsweise die Gefahr einer Dekompressionskrankheit zu verringern. Der im Vergleich zu Luft und anderen Atemgasen höhere Sauerstoff-Partialdruck verringert jedoch gleichzeitig die maximale Tauchtiefe, um eine Sauerstoffvergiftung (Paul-Bert-Effekt) zu vermeiden.

## Anwendungen
In den Anfangszeiten dem technischen Tauchen zugeordnet, hat sich Nitrox als Atemgas mittlerweile im Sporttauchen etabliert, und Tauchsportverbände wie z. B. PADI, SSI, IANTD oder CMAS bieten Nitrox-Kurse an.
Der Vorteil beim Tauchen mit Nitrox ist, dass der Taucher durch den geringeren Partialdruck des Stickstoffs weniger davon in seinen Körperflüssigkeiten und Geweben aufnimmt. Dadurch ist der Taucher einer geringeren N2-Narkosewirkung ausgesetzt (die Gesamtnarkosewirkung wird entgegen der landläufigen Meinung allerdings nicht verringert, dies liegt daran, dass Sauerstoff als ähnlich narkotisch eingestuft wird wie Stickstoff), die Nullzeit verlängert sich und die Dekompressionszeit bzw. das Risiko einer Dekompressionskrankheit nimmt ab, wenn man mit Tauchtabelle für Pressluft taucht. Die Zahl von Dekompressionsunfällen ist bereits so niedrig, dass durch den Einsatz von Nitrox keine bedeutsame Steigerung der Sicherheit herbeigeführt wird. Obwohl es hierüber keine empirischen Studien gibt, deuten Schätzungen darauf hin, dass bei Verwendung von Nitrox innerhalb der normalen Pressluft-Nullzeitgrenzen sich das Risiko nur um einen Bruchteil eines Prozents, um 0,001 % verringert.
Der Einsatz von Nitrox bietet dennoch Vorteile z. B. für Berufstaucher und Tauchlehrer, bei denen der geringere Stickstoff-Anteil im Atemgas die Belastung durch mehrfache Aufstiege, Jojo-Tauchgänge oder Wiederholungstauchgänge vermindert. Im Sporttauchen verringert Nitrox das persönliche Risiko bei längeren Tauchgängen und bei einer höheren Anfälligkeit für Dekompressionskrankheit oder bei offenen Foramen ovale.

## Tauchtiefen

### Maximale Tauchtiefe
Die maximale Tauchtiefe (Maximum Operating Depth, MOD) wird berechnet mit
{\displaystyle {\text{MOD}}=\left({\frac {p_{{\text{O}}_{2},{\text{max}}}}{f_{{\text{O}}_{2}}}}-p_{a}\right)\cdot 10{\frac {\text{m}}{\text{bar}}}=\left({\frac {\text{Maximaler Sauerstoffpartialdruck}}{\text{Sauerstoffanteil}}}-{\text{Oberflächendruck}}\right)\cdot 10{\frac {\text{m}}{\text{bar}}}}
Auf Meereshöhe entspricht dies einer Tiefe von
| O2-Anteil                 | Maximale Tiefe bei O2-Partialdruck | Maximale Tiefe bei O2-Partialdruck |
| O2-Anteil                 | von 1,4 bar                        | von 1,6 bar                        |
| ------------------------- | ---------------------------------- | ---------------------------------- |
| 021 % (normale Luft)      | 56,6 m                             | 66,1 m                             |
| 025 %                     | 46,0 m                             | 54,0 m                             |
| 028 % (EAN28)             | 40,0 m                             | 47,1 m                             |
| 030 %                     | 36,6 m                             | 43,3 m                             |
| 032 % (EAN32)             | 33,7 m                             | 40,0 m                             |
| 034 %                     | 31,1 m                             | 37,0 m                             |
| 036 % (EAN36)             | 28,8 m                             | 34,4 m                             |
| 038 %                     | 26,8 m                             | 32,1 m                             |
| 040 % (EAN40)             | 25,0 m                             | 30,0 m                             |
| 045 %                     | 21,1 m                             | 25,6 m                             |
| 050 % (EAN50)             | 18,0 m                             | 22,0 m                             |
| 060 %                     | 13,3 m                             | 16,6 m                             |
| 070 %                     | 10,0 m                             | 12,2 m                             |
| 080 %                     | 07,5 m                             | 10,0 m                             |
| 090 %                     | 05,5 m                             | 07,7 m                             |
| 100 % (reiner Sauerstoff) | 04,0 m                             | 06,0 m                             |

Heute wird meist empfohlen, einen Wert für den Partialdruck von Sauerstoff ({\displaystyle p_{{\text{O}}_{2}}}) von 1,4 bar nicht zu überschreiten. Weiter wird empfohlen, {\displaystyle p_{{\text{O}}_{2}}} nie unter 0,16 bar sinken zu lassen.
Aus der maximal zulässigen Tauchtiefe, lässt sich auch der maximal zulässige Umgebungsdruck (MOP) für das ausgewählte Gemisch ableiten.

### Äquivalente Lufttiefe
Unter der äquivalenten Lufttiefe (Equivalent Air Depth, EAD) versteht man die Tiefe, in der der Stickstoffteildruck {\displaystyle p_{{\text{N}}_{2}}} normaler Pressluft dem des Nitrox-Gemisches entspricht. Da der Anteil von Stickstoff durch den erhöhten Sauerstoffanteil gegenüber normaler Pressluft reduziert ist, fällt die EAD (also ohne Nitrox) weniger tief aus als die Tauchtiefe mit Nitrox (vgl. Bsp. nächster Abschnitt).
Durch das Modell der EAD wird dem Umstand Rechnung getragen, dass bei der Verwendung von Nitrox-Gemischen der Taucher weniger stark mit Stickstoff aufsättigt als bei demselben Tauchgang mit Pressluft.
Wenn der Absolutdruck statt der Tiefe benutzt wird, spricht man von dem äquivalenten Absolutdruck (Equivalent Air Pressure, EAP). Der EAP berechnet sich mit der Formel
{\displaystyle {\text{EAP}}={\frac {f_{{\text{N}}_{2}}}{0{,}79}}\cdot {\text{p}}={\frac {\text{Stickstoffanteil}}{0{,}79}}\cdot {\text{Druck in der Tiefe}}}
Für bestimmte Nitrox-Gemische kann der EAD aus Tabellen ermittelt werden oder der EAD berechnet sich als
{\displaystyle {\text{EAD}}=({\text{EAP}}-{\text{1}})\cdot {\text{10}}{\frac {\text{m}}{\text{bar}}}=\left({\frac {f_{{\text{N}}_{2}}}{0{,}79}}\cdot {\text{p}}-{\text{1}}\right)\cdot {\text{10}}{\frac {\text{m}}{\text{bar}}}}
Hat man keine Austauchtabelle für ein bestimmtes Nitrox-Gemisch zur Verfügung, so kann durch Verwendung der EAD statt der tatsächlichen Tauchtiefe in einer für Pressluft entwickelten Austauchtabelle nach dieser Tabelle ausgetauscht werden.

### Das optimale Gasgemisch (Best Mix)
Der maximale Sauerstoff-Anteil im Atemgas für eine bestimmte Tiefe berechnet sich mit
{\displaystyle f_{{\text{O}}_{2},{\text{max}}}={\frac {p_{{\text{O}}_{2},{\text{max}}}}{p}}={\frac {\text{Maximaler Sauerstoffpartialdruck}}{\text{Druck in der Tiefe}}}}
Beispiel
Es wird ein Tauchgang von 40 Minuten auf 27 Meter mit EAN38 (d. h. 38 % statt 21 % Sauerstoff im Atemgas) auf Meereshöhe geplant. Dann ist
- {\displaystyle {\text{MOD}}=\left({\frac {1{,}6\,{\text{bar}}}{0{,}38}}-1\,{\text{bar}}\right)\cdot 10\,{\frac {\text{m}}{\text{bar}}}=32\,{\text{m}}}, daher kann der Tauchgang auf 27 Meter durchgeführt werden.
- {\displaystyle {\text{EAP}}={\frac {1-0{,}38}{0{,}79}}\cdot 3{,}7\,{\text{bar}}=2{,}9\,{\text{bar}}}.
- {\displaystyle {\text{EAD}}=(2{,}9\,{\text{bar}}-{\text{1}})\cdot {\text{10}}{\frac {\text{m}}{\text{bar}}}=19\,{\text{m}}}.
- {\displaystyle f_{{\text{O}}_{2},{\text{max}}}={\frac {1{,}6\,{\text{bar}}}{3{,}7\,{\text{bar}}}}=0{,}43}.

### Tieferes Tauchen
Zum Tauchen in größeren Tiefen werden Atemgasgemische aus Helium und Sauerstoff verwendet (Trimix, Heliox). Meist wird der Sauerstoffanteil dann sogar abgereichert und mehrere verschiedene Atemgase zum Wechseln mitgenommen. Siehe auch Technisches Tauchen.

## Sauerstofftoxikose
Mit steigendem Sauerstoffanteil im Atemgas verringert sich die maximal mögliche Tauchtiefe (engl.: maximum operating depth, MOD). Der Grund liegt in der Toxizität von Sauerstoff ab einem bestimmten Partialdruck (ZNS-Vergiftung). Die Tauchorganisationen empfehlen beim Sporttauchen die Grenze von 1,2–1,6 bar Sauerstoffpartialdruck ({\displaystyle p_{{\text{O}}_{2}}}) nicht zu überschreiten. Unter optimalen Bedingungen (warmes Wasser, keine Stressfaktoren, wenig Anstrengung, geringe Komplexität des Tauchganges etc.) wird oftmals 1,4 bar, sonst 1,2 oder 1,3 bar als maximaler {\displaystyle p_{{\text{O}}_{2}}} empfohlen. Die Toleranz gegenüber einer Sauerstoffvergiftung ist individuell und von der Tagesform abhängig. Daher führt ein Überschreiten dieser Empfehlungen nicht zwangsläufig zu Unfällen. Allerdings empfehlen die Tauchsportverbände die Grenzen mit Vorsicht zu nutzen und nicht immer auszureizen.
Bei zu hohem Sauerstoffteildruck ({\displaystyle p_{{\text{O}}_{2}}} > 1,7 bar) können plötzlich und ohne Vorwarnung Krampfanfälle auftreten, die epileptischen Anfällen gleichen. Diese Krampfanfälle hinterlassen in der Regel keine direkten Folgeschäden und enden spontan innerhalb 1–5 Minuten nach Normalisierung des Sauerstoffteildrucks ({\displaystyle p_{{\text{O}}_{2}}} = 0,21 bar). Danach folgt in der Regel eine Bewusstlosigkeit von 5–10 Minuten. Gelegentlich kommt es zu unkontrolliertem Stuhlgang. Große Müdigkeit, Übelkeit, Erbrechen und Kopfschmerzen sind zu erwarten. Als Langzeitfolge kann es zu Lungenschädigungen kommen.
Bei einem Sauerstoffkrampf während eines Tauchgangs besteht die Gefahr, den Atemregler aus dem Mund zu verlieren und bei der anschließenden Bewusstlosigkeit zu ertrinken.

## Sauerstofftoleranz
Die Toleranz eines Menschen gegenüber einem erhöhten Sauerstoffpartialdruck {\displaystyle p_{{\text{O}}_{2}}} wird durch verschiedene Faktoren beeinflusst:
- Wasser/Luft-Änderung
- Umgebungstemperatur im Wasser (schnellere Auskühlung)
- Erhöhte Arbeitsleistung (höherer Luftkonsum)
- Erhöhtes {\displaystyle p_{{\text{CO}}_{2}}} in der Atemluft
- Repetitive O2-Belastung des Körpers
- Überfunktion der Schilddrüse (Hyperthyreose)
- Unterzuckerung im Blut (Hypoglykämie)
- Fieber
- Drogen, Ethanol (Alkohol)
- Wirkstoffe, wie z. B. ASS, Steroide (Kortison), Insulin, Azetazolamid, Katecholamine (Adrenalin), hochdosiertes Penicillin, hochdosiertes Vitamin C

Bei der Tauchtauglichkeitsuntersuchung muss der Arzt die Wirkung von Medikamenten abklären, die dem Taucher verschrieben wurden.

## Tauchausrüstung
Aufgrund der hohen Reaktivität von Sauerstoff wird eine speziell dafür ausgelegte Tauchausrüstung für Nitrox-Tauchgänge empfohlen. In Deutschland regelt eine Norm, dass jegliches Atemgemisch mit einem erhöhten Sauerstoffanteil (im Vergleich zur normalen Atemluft) wie reiner Sauerstoff zu behandeln ist. Häufig wird von Tauchern in Deutschland daher spezielle Ausrüstung verlangt. In vielen anderen Ländern hingegen darf man mit einer Mischung bis 40 % O2 mit Pressluftausrüstung Nitrox-Tauchgänge durchführen.
Nitrox-Ausrüstung sollte, wie auch sonstige Tauchausrüstung, nur durch dafür ausgebildete Fachhändler gewartet werden. Dieser sollte mit der Pflege von sauerstoffreiner Ausrüstung vertraut sein und über die entsprechenden Geräte verfügen.
Die Ausrüstung wird zerlegt, im Ultraschallbad gereinigt und anschließend mit speziellen Chemikalien behandelt. Geschmierte Teile müssen mit speziellem, sauerstoffbeständigem Fett eingefettet werden.

### Atemregler
Atemregler (erste und zweite Stufe), welche mit Atemgasen mit einem Sauerstoffanteil von mehr als 21 % verwendet werden, müssen in einigen Ländern (z. B. Deutschland) sauerstoffrein gemacht oder bereits so hergestellt worden sein. Darunter versteht man die Verwendung von speziellen Schmiermitteln (umgangssprachlich Sauerstofffett) sowie speziellen, für den erhöhten Sauerstoffanteil geeigneten O-Ringen. In anderen Ländern kann ein Atemgas mit einem Sauerstoffanteil über 21 % mit herkömmlichen Atemreglern benutzt werden, z. B. bis 40 % O2 in der Schweiz.
Zudem sollten in der EU die Atemregler mit einem speziellen Nitroxgewinde (M26x2) ausgestattet sein.
Die gängigsten Hersteller von Atemreglern bieten entweder direkt ab Werk Nitroxversionen einiger Modelle an oder aber Umrüstbausätze, die geeignete O-Ringe sowie Schmiermittel enthalten.

### Füllanlagen
Nitrox-Atemgasgemische können durch verschiedene Verfahren hergestellt werden.
Beim Membranverfahren (siehe auch Membrantechnik) wird die Luft durch einen N2-Filter gepresst, in dem ein Teil des Stickstoffs zurückbleibt. Mit dieser Methode kann der Sauerstoffgehalt des Gemisches bis auf 40 % erhöht werden. Die Anlagen sind einfach zu handhaben, das Gemisch ist sofort verwendbar und es muss nicht mit reinem Sauerstoff hantiert werden. Beim Anreicherungsverfahren wird der Sauerstoff beim Füllen konstant zugegeben. Das Gemisch ist sofort verwendbar und es können Gemische mit einem Sauerstoff-Anteil über 40 % hergestellt werden. Beim Partialdruckverfahren wird zuerst reiner Sauerstoff in die Flasche bis zu einem bestimmten Druck gefüllt und anschließend mit normaler Pressluft der Solldruck der Flasche hergestellt (meist 200 bar, „auftoppen“).

### Flasche
Eine Nitrox-Flasche ist normalerweise speziell gereinigt und mit gelb-grüner Farbe und dem Aufdruck „NITROX“ gekennzeichnet. Der Sauerstoffanteil in der Flasche wird nach dem Füllen, durch den Taucher selbst, überprüft und auf der Flasche in Prozent vermerkt. Der Taucher berechnet die maximale Tauchtiefe (MOD) – bei welcher das Gemisch geatmet werden kann – und vermerkt diese ebenfalls auf der Flasche. Wenn bei einem Tauchgang verschiedene Gemische zum Einsatz kommen, soll auf diese Weise sichergestellt werden, dass immer aus der richtigen Flasche geatmet wird. Auch eine Überprüfung des Tauchpartners soll auf diese Weise erleichtert werden.
Nitrox-Flaschen sollten nur an Nitrox-Füllanlagen und nicht an gewöhnlichen Pressluftfüllstationen befüllt werden. In Nitrox-Füllstationen sollte gewährleistet sein, dass durch die Verwendung sauerstoffreiner Elemente in der Anlage das Atemgemisch selbst den Anforderungen entspricht und keine Verunreinigungen enthalten sind. Gelangt durch eine verunreinigte Füllanlage Öl oder andere Schmutzpartikel in die hochreinen Nitrox-Flaschen, so sollte sie bis zu einer fachgerechten Reinigung, nicht erneut mit Nitrox befüllt werden, um eine Selbstentzündung im Innern zu verhindern.
Je nach Füllverfahren ergeben sich andere Anforderungen an die Flasche. Die höchsten Anforderungen ergeben sich, wenn wie bei der Partialdruckmethode, mit reinem Sauerstoff hantiert wird. Es besteht Explosionsgefahr!  Wenn wie beim Membranverfahren ein bereits fertiges Gemisch in die Flasche gefüllt wird, so muss die Flasche „nur“ für dieses Gemisch geeignet sein und das Explosionsrisiko ist geringer. Die Vorschriften und Sicherheitsregeln sind von Land zu Land unterschiedlich.
Sauerstoffflaschen waren nach alter Vorschrift (gültig bis 1. Juni 2006) ganzheitlich blau, und die Bezeichnung „Sauerstoff“ musste eingestanzt sein. Gemäß der neuen Norm (nach DIN EN 1089-3) ist der Behälter durchgehend weiß; während der Dauer der Umstellung ist er mit zwei „N“ (diametral versetzt) gekennzeichnet. Nitrox-Flaschen fallen – im Gegensatz zu Druckluftflaschen – unter die Vorschriften für Sauerstoffflaschen, weil sie bei der Herstellung des Gemisches teilweise mit reinem Sauerstoff befüllt werden.

### Flaschenventile
Für Flaschenventile in der Schweiz ist ein Gewinde G 3⁄4 Zoll vorgeschrieben, was es unmöglich machen sollte, erste Stufen für normale Luft mit einer Nitrox-Flasche zu kombinieren.
Innerhalb der EU sind M26x2-Ventile (EN144-3, sogenannte Euro-Nitrox) für Flaschen mit erhöhtem Sauerstoffanteil empfohlen.